# Joan Baptista Culla i Clarà
Joan Baptista Culla i Clarà   (Barcelona, 5 de setembre de 1952 - Barcelona, 29 de novembre de 2023), més conegut pel nom de ploma Joan B. Culla, fou un historiador català, professor d'història contemporània a la Universitat Autònoma de Barcelona entre 1977 i 2023.

## Biografia
Publicà més d'una dotzena de llibres, a més de col·laborar periòdicament en publicacions com El Punt Avui, Ara, L'Avenç, Sàpiens, Idees i Serra d'Or. També col·laborà en diaris i publicacions internacionals, com El País durant 34 anys, Política Exterior o Hérodote (de París). Fou membre del consell assessor de la Fundació Centre d'Estudis Jordi Pujol.
Des d'inicis dels anys 90 presentà i dirigí el programa Segle XX de Televisió de Catalunya, on repassà la història del segle xx des d'una òptica moderna, però alhora inèdita. Va participar com a comentarista en diferents mitjans de comunicació, especialment radiofònics.

## Obres seleccionades
- El Catalanisme d'esquerra (1928-1936)
- El franquisme i la transició democràtica (1939-1988). Volum VIII d'Història de Catalunya (dirigida per Pierre Vilar)
- El republicanisme lerrouxista a Catalunya (1901-1923). Barcelona, 1986
- Diccionari de partits polítics de Catalunya, Segle XX, Barcelona, 2000 (amb Isidre Molas)
- El pal de paller. Convergència Democràtica de Catalunya (1974-2000) (com a coordinador). Barcelona, 2001
- Israel, el somni i la tragèdia. Del sionisme al conflicte de Palestina, Barcelona, 2004.
- Visca la república, Barcelona, 2007
- La dreta espanyola a Catalunya, 1975-2008. Barcelona, 2009
- Esquerra Republicana de Catalunya, 1931-2012. Una història política. Barcelona, 2013
- El tsunami. Com i per què el sistema de partits català ha esdevingut irreconeixible. Barcelona, 2017
- La història viscuda. Memòries, Barcelona, 2019
- Amb Poblet al cap i al cor: El Pare Bernat Morgades i el seu temps (1911-1963).  Editorial Pòrtic, 2021-10-06. ISBN 978-84-9809-506-7.